# Liviu Ciobotariu
Liviu Ciobotariu [uitspraak: 'livju tʃɔbɔ'taːrju] (Ghimpați, 26 maart 1971) is een voormalig Roemeens voetbalcoach en voormalig betaald voetballer die doorgaans als libero speelde of als centrale verdediger.

## Spelerscarrière

### Clubcarrière
Ciobotariu begon zijn carrière in 1989 bij FC Progresul Boekarest in eigen land. Tussen 2000 en 2004 speelde hij in België bij achtereenvolgens Standard Luik, RAEC Mons en Antwerp FC. Hij sloot zijn carrière in 2005 af bij Dinamo Boekarest.

### Club statistieken
| Seizoen         | Club                              | Land            | Competitie         | Wedstrijden | Doelpunten |
| --------------- | --------------------------------- | --------------- | ------------------ | ----------- | ---------- |
| 1989–1998       | FC Progresul Boekarest            | Roemenië        | Liga 1             | 173         | 19         |
| 1990-1991       | Pandurii Târgu Jiu (op huurbasis) | Roemenië        | Liga 1             | 24          | 3          |
| 1998-2000       | Dinamo Boekarest                  | Roemenië        | Liga 1             | 47          | 4          |
| 2000-2001       | Standard Luik                     | België          | Jupiler Pro League | 47          | 0          |
| 2002-2004       | RAEC Mons                         | België          | Jupiler Pro League | 46          | 1          |
| 2004            | Antwerp FC                        | België          | Tweede klasse      | 14          | 0          |
| 2004-2005       | Dinamo Boekarest                  | Roemenië        | Liga 1             | 8           | 0          |
| Carrière totaal | Carrière totaal                   | Carrière totaal | Carrière totaal    | 359         | 27         |

### Interlandcarrière
Ciobotariu speelde 32 keer voor zijn land en was aanwezig op het Wereldkampioenschap voetbal 1998 en Euro 2000.
1 Stângaciu ·
2 Petrescu ·
3 Dulca ·
4 Doboș ·
5 Gâlcă ·
6 Georghe Popescu ·
7 Lăcătuș ·
8 Munteanu ·
9 Moldovan ·
10 Hagi  ·
11 Ilie ·
12 Stelea ·
13 Ciobotariu ·
14 Niculescu ·
15 Marinescu ·
16 Gabriel Popescu ·
17 Dumitrescu ·
18 Filipescu ·
19 Stîngă ·
20 Selymes ·
21 Craioveanu ·
22 Prunea ·
Coach: Iordănescu
1 Lobonț ·
2 Petrescu ·
3 Ciobotariu ·
4 Filipescu ·
5 Gâlcă ·
6 Popescu ·
7 Mutu ·
8 Munteanu ·
9 Moldovan ·
10 Hagi  ·
11 Ilie ·
12 Stelea ·
13 Chivu ·
14 Petre ·
15 Lupescu ·
16 Roșu ·
17 Belodedici ·
18 Ganea ·
19 Lincar ·
20 Hîldan ·
21 Prunea ·
22 Contra ·
Coach: Jenei